# Brangäne
Brangäne är en kvinnoroll i musikdramat Tristan och Isolde av Wagner. 
Brangäne är hjältinnans förtrogna. Rollen sjungs av en mezzosopran.